# Sobhaganj
Sobhaganj là một thị trấn thống kê (census town) của quận Jalpaiguri thuộc bang Tây Bengal, Ấn Độ.